# 宮古新報
宮古新報（みやこしんぽう）は、沖縄県宮古島市で発行され、主に宮古列島で購読されている朝刊単独の地域新聞である。
宮古列島では、全国紙や『琉球新報』『沖縄タイムス』といった県紙は空輸されて配達が午前10時頃になるため、地域新聞である本紙や『宮古毎日新聞』が支持を集めている。

## 沿革
- 1951年 - 富永岩雄、富永裕夫により『時事新報』（後に『宮古時事新報』）として創刊[7][8]。
- 1968年
  - 5月1日 - 創業（代表者 座喜味 弘二）[3]。
  - 8月1日 - 『宮古新報』に改題し、創刊号発行[1]。
  - 10月23日 - 第3種郵便物認可[1]
- 1981年1月16日 - カラー輪転機を導入し、カラー紙面スタート[1]。
- 1994年9月21日 - 社団法人日本地方新聞協会入会[1]。
- 1995年
  - 1月1日 - 沖縄本島に那覇支局開設[1]。
  - 4月20日 - 株式会社に組織変更し、宮古新報株式会社となる（代表取締役社長 座喜味 弘二）[3]。
- 1998年
  - 4月15日 - 読売新聞社と記事配信契約締結[1]。
  - 5月1日 - 東京ニュース通信社と放送番組配信契約締結[1]。
- 2001年3月1日 - 社団法人公共広告機構入会[1]。
- 2009年12月23日 - ホームページ開設[9]。
- 2019年
  - 1月23日 - 宮古新報社の新聞事業を第三者に事業譲渡する契約が締結される[10][11]。
  - 4月1日 - 事業譲受[1][5][2]。

## 会社清算通告と事業譲渡
2019年1月9日に、宮古新報社の当時の社長（座喜味弘二）側が、業績不振で事業存続が困難であることを理由に、翌10日を以て会社を清算し、『宮古新報』を廃刊すると労働組合に通告するとともに、14人いた社員に解雇を口頭で言い渡した。
日本新聞労働組合連合（新聞労連）によると、宮古新報社では2010年頃より社長によるセクハラやパワハラ等の行為が行われており、労組が問題視し是正を求めたが改善されなかったため、労組側は2018年11月に社長退任を要求していた。これに対し、社長はセクハラやパワハラを否定。会社側は体調不良等を理由に社長退任と事業譲渡の意向を示し、会社売却を検討していたが、交渉が折り合わず事業譲渡は頓挫し、会社清算の通告に至ったという。
会社側は、1月11日付紙面に廃刊の社告を掲載して新聞の発行を終了する予定であったが、労組は社告掲載を拒否し、11日以降は紙面を4ページに縮小して、自主的に残った10人が無給で新聞発行を継続。会社側は施設からの社員閉め出しまでは行なわなかったため、記事編集用のパソコンや輪転機のほか、新聞紙、インクなどの在庫を使うことができた。並行して、宮古新報社に対し通知撤回と事業譲渡を求めるとともに、11日に、会社清算及び解雇の一方的な通告が不当労働行為に当たるとして、沖縄県労働委員会に救済申立てを行った。
1月23日には宮古新報社が新聞事業を第三者に事業譲渡する契約が締結され、新聞発行が継続されることになった。2月1日付紙面では、当面は4ページに縮小した紙面で発行を継続し、2月分からの購読料を1,998円から1,000円に値下げすることが明らかにされた。
4月1日には、松川吉雄会長、下地明社長らによる新体制が発足した。
2020年6月30日、松川と新たに設立された株式会社宮古新報との間で譲渡契約が締結され、翌7月1日から新会社による運営が開始された。新会社の会長には洌鎌敏一、社長には新城竜太が就任した。